# Final do Campeonato Potiguar de Futebol de 2017
A Final do Campeonato Potiguar de 2017 foi a decisão da 98ª edição do Campeonato Potiguar. vai ser disputada entre o Globo de Ceará-Mirim e o ABC de Natal, os jogos serão disputados nos dias 22 de abril e 01 de maio . 
O ABC, por ter vencido o primeiro jogo em 1 a 0 e por ter empatado o segundo jogo em 0 a 0, sagrou-se pela 54ª vez Campeão Potiguar.

## Transmissão
Para o Nordeste do Brasil, o jogo de ida foi transmitido pelo Canal Esporte Interativo Maxx 2 e o jogo da volta será pelo Esporte Interativo Maxx.

## Caminho até a final
Os dois finalistas se classificaram para Final por vencer um turno cada um, onde Globo ganhou o 1º turno chamado de Copa Cidade de Natal  e ABC ganhou o 2º Turno chamado de Copa RN .
| Primeira Fase       | Primeira Fase | Primeira Fase    | Finalistas | Segunda Fase        | Segunda Fase | Segunda Fase     |
| Globo               | Globo         | Globo            | Rodadas    | ABC                 | ABC          | ABC              |
| Casa                | Resultado     | Fora             | Rodadas    | Casa                | Resultado    | Fora             |
| ------------------- | ------------- | ---------------- | ---------- | ------------------- | ------------ | ---------------- |
| ABC                 | 2 – 0         | Globo            | 1ª         | Globo               | 0 – 1        | ABC              |
| Globo               | 3 – 0         | Alecrim          | 2ª         | ABC                 | 2 – 1        | Baraúnas         |
| Santa Cruz de Natal | 1 – 1         | Globo            | 3ª         | ABC                 | 4 – 1        | América de Natal |
| Globo               | 2 – 0         | América de Natal | 4ª         | Santa Cruz de Natal | 0 – 3        | ABC              |
| Potiguar de Mossoró | 0 – 1         | Globo            | 5ª         | ABC                 | 2 – 1        | ASSU             |
| ASSU                | 1 – 1         | Globo            | 6ª         | Potiguar de Mossoró | 3 – 2        | ABC              |
| Globo               | 1 – 0         | Baraúnas         | 7ª         | ABC                 | 2 – 1        | Alecrim          |

Legenda:      Vitória —      Empate —      Derrota
| Classificação | Classificação       | Classificação | Classificação | Classificação | Classificação | Classificação | Classificação | Classificação | Classificação | Classificação | Classificação |
| Pos           | Times               | Pts           | J             | V             | E             | D             | GP            | GC            | SG            | %             |               |
| ------------- | ------------------- | ------------- | ------------- | ------------- | ------------- | ------------- | ------------- | ------------- | ------------- | ------------- | ------------- |
| 1             | ABC                 | 17            | 7             | 5             | 2             | 0             | 16            | 5             | +11           | 81.0          |               |
| 2             | Globo               | 14            | 7             | 4             | 2             | 1             | 9             | 4             | +5            | 66.7          |               |
| 3             | América de Natal    | 13            | 7             | 4             | 1             | 2             | 8             | 5             | +3            | 61.9          |               |
| 4             | Baraúnas            | 10            | 7             | 3             | 1             | 3             | 6             | 4             | +2            | 47.6          |               |
| 5             | ASSU                | 9             | 7             | 2             | 3             | 2             | 8             | 9             | –1            | 42.9          |               |
| 6             | Potiguar de Mossoró | 7             | 7             | 2             | 1             | 4             | 8             | 13            | –5            | 33.3          |               |
| 7             | Alecrim             | 5             | 7             | 1             | 2             | 4             | 8             | 14            | –6            | 23.8          |               |
| 8             | Santa Cruz de Natal | 2             | 7             | 0             | 2             | 5             | 4             | 13            | –9            | 9.5           |               |

| 22 de fevereiro |     |     |                        |
| Globo           | 1–1 | ABC | Arena das Dunas, Natal |

| 05 de março |     |       |                        |
| ABC         | 0–2 | Globo | Arena das Dunas, Natal |

| Classificação | Classificação       | Classificação | Classificação | Classificação | Classificação | Classificação | Classificação | Classificação | Classificação | Classificação | Classificação |
| Pos           | Times               | Pts           | J             | V             | E             | D             | GP            | GC            | SG            | %             |               |
| ------------- | ------------------- | ------------- | ------------- | ------------- | ------------- | ------------- | ------------- | ------------- | ------------- | ------------- | ------------- |
| 1             | ABC                 | 18            | 7             | 6             | 0             | 1             | 16            | 7             | +9            | 85,7          |               |
| 2             | Potiguar de Mossoró | 14            | 7             | 4             | 2             | 1             | 12            | 8             | +4            | 66,7          |               |
| 3             | ASSU                | 12            | 7             | 4             | 0             | 3             | 6             | 7             | –1            | 57,1          |               |
| 4             | América de Natal    | 9             | 7             | 2             | 3             | 2             | 11            | 13            | –2            | 42,9          |               |
| 5             | Globo               | 8             | 7             | 2             | 2             | 3             | 9             | 8             | +1            | 38,1          |               |
| 6             | Santa Cruz de Natal | 8             | 7             | 2             | 2             | 3             | 3             | 7             | –4            | 38,1          |               |
| 7             | Baraúnas            | 6             | 7             | 1             | 3             | 3             | 11            | 12            | –1            | 28,6          |               |
| 8             | Alecrim             | 2             | 7             | 0             | 2             | 5             | 5             | 11            | –6            | 9,5           |               |

| 16 de abril |     |     |                        |
| Potiguar    | 0–4 | ABC | Arena das Dunas, Natal |

| 19 de abril |     |          |                        |
| ABC         | 2–1 | Potiguar | Arena das Dunas, Natal |

## Detalhes da Final

### Jogo de Ida
| Sábado, 22 de abril | Globo | 0 – 1                    | ABC            | Estádio Barretão, Ceará-Mirim                                                  |
| 19:30               |       | Súmula Borderô EI Maxx 2 | 49' Echeverría | Público: 2 259 Renda: R$ 36.740,00 Árbitro: RN Ítalo Medeiros de Azevedo (CBF) |

| Globo | ABC |

| G              | 1  | Rafael             |     |     |
| LD             | 2  | Ângelo             | 80' |     |
| Z              | 3  | Negretti           |     |     |
| Z              | 4  | Jamerson           |     |     |
| LD             | 6  | Renatinho Carioca  |     |     |
| V              | 5  | Leomir             |     |     |
| V              | 8  | Pablo Oliveira     | 59' |     |
| M              | 10 | Tiago Lima         |     |     |
| M              | 22 | Bismarck           | 45' |     |
| A              | 9  | Luizão             | 45' |     |
| A              | 11 | Romarinho          |     |     |
| Substituições: |    |                    |     |     |
| A              | 19 | Glaucio            | 45' |     |
| M              | 20 | Renatinho Potiguar | 59' | 77' |
| LE             | 13 | Geovane            | 80' |     |
| Treinador:     |    |                    |     |     |
| Luizinho Lopes |    |                    |     |     |

| G              | 1  | Edson            |     |     |
| V              | 2  | Arêz             |     |     |
| Z              | 3  | Oswaldo          |     |     |
| Z              | 4  | Cleiton Potiguar |     |     |
| LE             | 6  | Marquinhos       |     |     |
| V              | 5  | Anderson Pedra   | 53' |     |
| V              | 11 | Guedes           |     |     |
| M              | 7  | Erivélton        |     |     |
| M              | 10 | Gegê             |     |     |
| M              | 8  | Echeverría       | 80' |     |
| A              | 9  | Nando            | 70' |     |
| Substituições: |    |                  |     |     |
| V              | 15 | Jardel           | 53' |     |
| A              | 19 | Caio Mancha      | 70' | 81' |
| A              | 21 | Dalberto         | 80' |     |
| Treinador:     |    |                  |     |     |
| Geninho        |    |                  |     |     |

| Bandeirinhas: RN Francisco Jailson Fernandes da Silva (CBF) RN Luiz Carlos de França Costa (CBF) Quarto árbitro: RN Leonilson Fernandes Trigueiro Filho Quinto árbitro: RN Rubem Martins Neto |

### Jogo de Volta
| Segunda-feira, 01 de maio | ABC | 0 – 0                  | Globo | Estádio Frasqueirão, Natal                                                     |
| 17:00                     |     | Súmula Borderô EI Maxx |       | Público: 12 210 Renda: R$ 186.715,00 Árbitro: RN Caio Max Augusto Vieira (CBF) |

| ABC | Globo |

| G              | 1  | Edson            |       |       |
| V              | 2  | Arêz             | 36'   | 90+4' |
| Z              | 3  | Oswaldo          |       |       |
| Z              | 4  | Cleiton Potiguar |       |       |
| LE             | 6  | Marquinhos       | 61'   |       |
| V              | 5  | Anderson Pedra   |       |       |
| V              | 11 | Guedes           |       |       |
| M              | 7  | Erivélton        | 81'   | 87'   |
| M              | 10 | Gegê             |       |       |
| M              | 8  | Echeverría       | 63'   | 77'   |
| A              | 9  | Nando            | 81'   |       |
| Substituições: |    |                  |       |       |
| A              | 19 | Caio Mancha      | 81'   |       |
| A              | 21 | Adriano Pardal   | 87'   |       |
| Z              | 14 | Tiago Sala       | 90+4' |       |
| Treinador:     |    |                  |       |       |
| Geninho        |    |                  |       |       |

| G              | 1  | Rafael             |       |     |
| LD             | 2  | Ângelo             | 77'   |     |
| Z              | 3  | Negretti           |       |     |
| Z              | 4  | Jamerson           |       |     |
| LD             | 6  | Renatinho Carioca  |       |     |
| V              | 5  | Leomir             | 45'   |     |
| V              | 8  | Pablo Oliveira     | 43'   | 83' |
| M              | 10 | Tiago Lima         |       |     |
| M              | 22 | Bismarck           | 90+4' |     |
| A              | 9  | Glaucio            | 70'   |     |
| A              | 11 | Romarinho          | 87'   |     |
| Substituições: |    |                    |       |     |
| M              | 20 | Renatinho Potiguar | 70'   | 81' |
| LE             | 13 | Geovane            | 83'   |     |
| A              | 19 | Luizão             | 90+4' |     |
| Treinador:     |    |                    |       |     |
| Luizinho Lopes |    |                    |       |     |

| Bandeirinhas: RN Vinícius Melo de Lima (CBF) RN Jean Márcio dos Santos (CBF) Quarto árbitro: RN Suelson Diógenes de França Medeiros (CBF) |

## Premiação
| Campeonato Potiguar de 2017 |
| --------------------------- |
|                             |
| ABC Campeão (54º título)    |